# Bogside

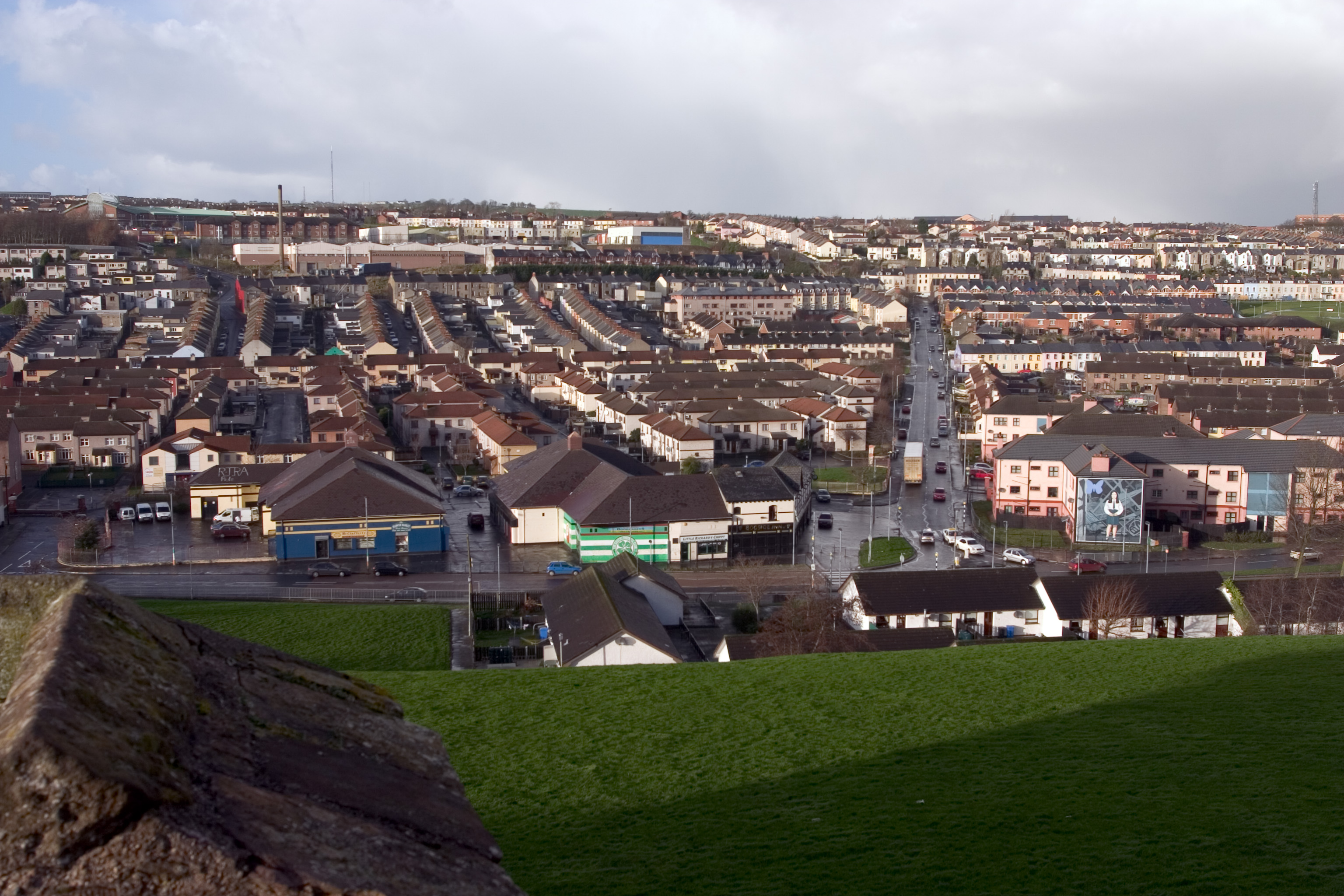
Vista del Bogside, desde las murallas de Derry.

El Bogside (en irlandés: Taobh an bhogaigh) es un vecindario situado más allá de los muros de la ciudad de Derry, en Irlanda del Norte. Dicho lugar es comúnmente conocido por haber sido escenario de numerosos sucesos durante el Conflicto de Irlanda del Norte durante los años 60 y 70 del siglo XX, tales como la Batalla del Bogside, el Domingo Sangriento, la Operación Motorman o el establecimiento del "área no-go" conocida como Free Derry. 
En la actualidad, los grandes murales alusivos a dicha época, realizados por los Artistas del Bogside, la esquina Free Derry y el Gasyard Feile (un festival anual de música y artes) son las atracciones turísticas más importantes.

## Galería de imágenes

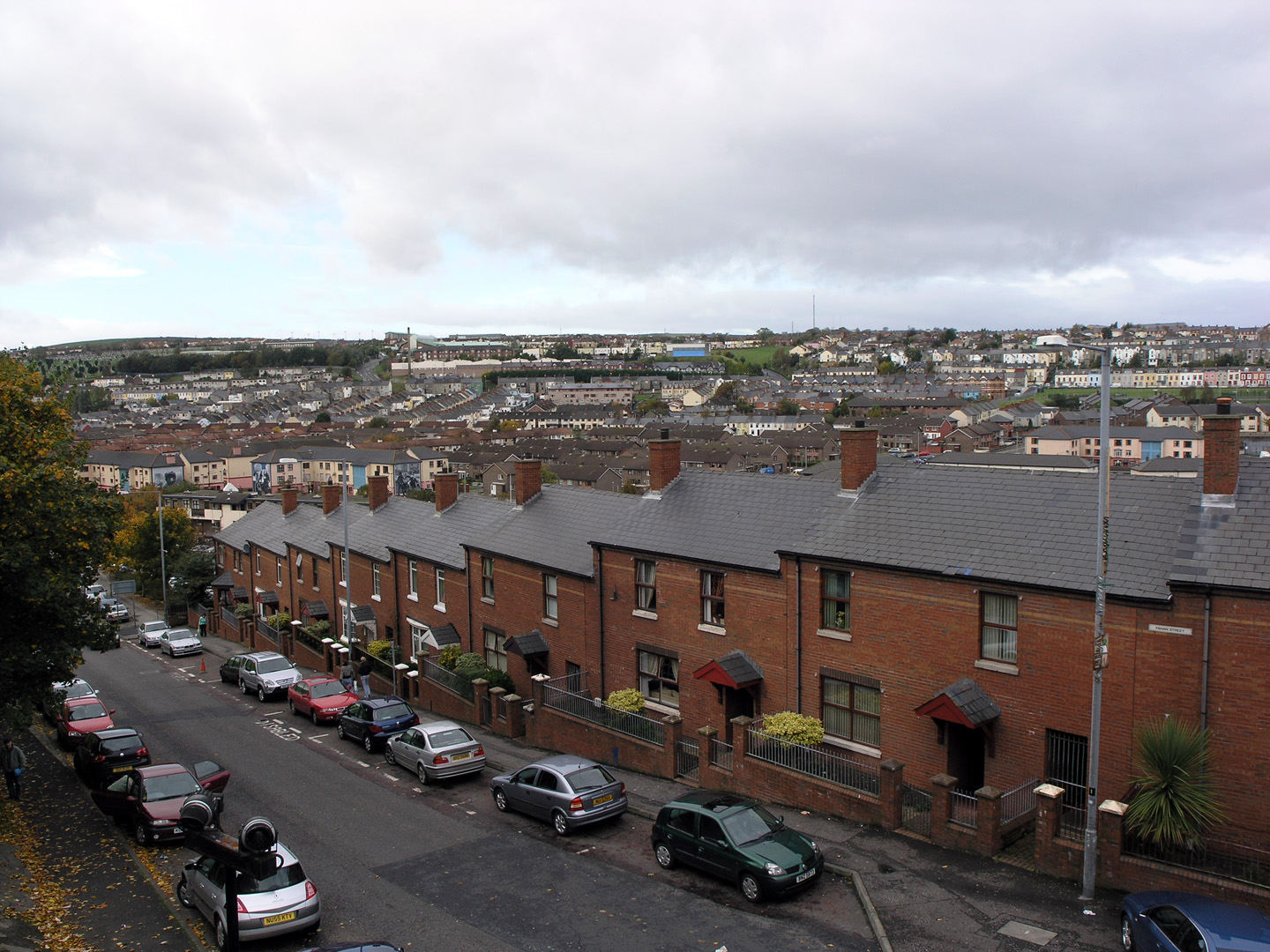
El Bogside visto desde los murallas del centro de Derry.
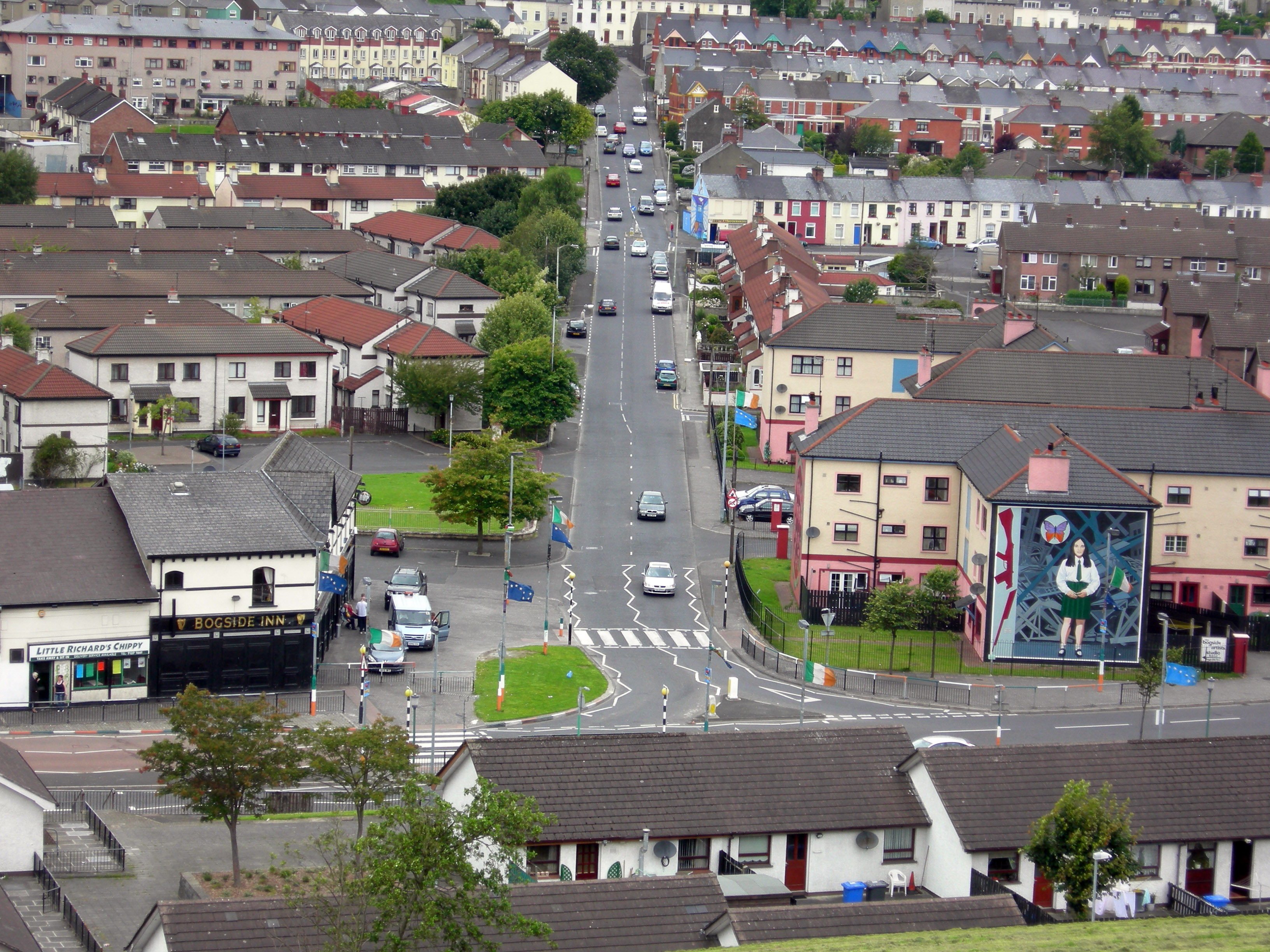
Calle Westland, vista desde los muros de la ciudad (julio de 2007). Se observan numerosas banderas irlandesas.
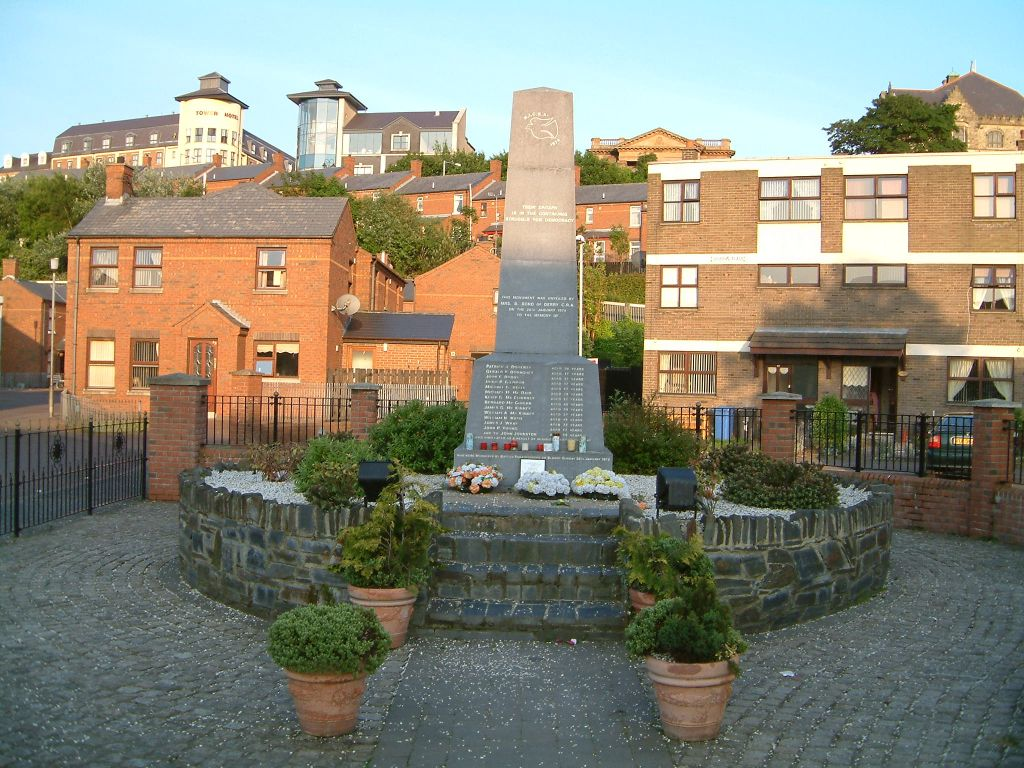
Monumento al Domingo Sangriento de 1972.